# Stephanie Roche
Stephanie Roche (* 13. Juni 1989 in Dublin) ist eine irische Fußballspielerin.

## Karriere

### Verein
Roche begann mit dem Fußballspielen mit Jungen auf den Straßen von Shankill, wo sie ihre aktive Karriere beim Valeview FC begann. Dort spielte sie in der männlichen Jugend. Im Jahre 2002 wechselte sie zu den Cabinteely Girls. Nach drei Jahren in der Jugendmannschaft der Cabinteely Girls wechselte sie 2005 zu Stella Maris und bildete im U-18-Team mit der späteren Nationalstürmer Kollegin Áine O’Gorman das Sturmduo. Im Juni 2007 verließ Roche den Verein und ging zum Dundalk City FC. In Dundalk erzielte sie bei ihrem Debüt beim 5:2 über Benfica Waterford zwei Tore. Roche blieb zweieinhalb Jahre bei Dundalk City und ging im Juni 2009 zum Raheny United.
Im Sommer 2011 unterschrieb sie einen Vertrag beim Meister Peamount United und gab im August des gleichen Jahres ihr Debüt in der UEFA Women’s Champions League. Roche wurde in der ersten Saison der neugegründeten Women’s National League mit den Goldenen Schuh ausgezeichnet, nachdem sie in der abgelaufenen Saison 26 Tore zur Meisterschaft Peamount United beigetragen hatte. Sie sicherte sich zudem mit Peamount den FAI Women’s Cup und gewann damit mit ihrer Mannschaft das Double.
Im Oktober 2013 sorgte sie mit einem selbst vorgelegten Volleyschuss für landesweite Schlagzeilen. Nachdem der Teammanager ein Video des Tores auf die Videoplattform YouTube gestellt hatte, verbreitete es sich rasant. Es war ihr erstes Tor der Saison. Für dieses Tor wurde sie für den FIFA-Puskás-Preis 2014 nominiert.
Im Sommer 2014 verpflichtete der französische Erstligaaufsteiger ASPTT Albi Stephanie Roche, den sie allerdings bereits im Januar 2015 wieder verließ. Daraufhin wechselte sie zum NWSL-Teilnehmer Houston Dash, den sie jedoch nach nur zwei Einsätzen wieder verließ. Im Sommer 2015 schloss sich Roche dem AFC Sunderland an.
Nach mehreren Verletzungen, in drei Jahren bei Sunderland wurde im Sommer 2018 ihr Vertrag in Sunderland nicht verlängert. Nachdem sie einen Mittelfußbruch auskurierte, war sie vereinslos, bevor sie im November 2018 einen Vertrag in der Serie A bei CF Florentia unterschrieb.

### Nationalmannschaft
Roche gab bereits im Alter von 15 Jahren ihr Debüt in der irischen U-17-Nationalmannschaft und wurde 16 Jahren Nationalspielerin der irischen U-19. Sie absolvierte ihr Debüt für die irische U-19 bei einem 3:2-Sieg über Finnland im August 2005. Roche war Leistungsträgerin der U-19 und wurde in ihrer dreijährigen zugehörigkeit zur besten Torschützin in der Geschichte der irischen U-19.
Im Oktober 2008 gab sie im UEFA-Euro-Play-off in einem Spiel gegen Island ihr Debüt im Erwachsenenbereich, als sie in der 85. Minute Stef Curtis ersetzte.
2009 spielte sie für die irische Universitätsnationalmannschaft gegen die Auswahl Schottlands.
Im September 2009 erzielte Roche ihr erstes Tor bei einem 2:1-Sieg in der WM-Qualifikation über Kasachstan; im Rückspiel einen Monat später erzielte sie ihr zweites A-Länderspieltor. Roche lief bislang 29 A-Länderspielen auf und erzielte dabei fünf Tore.

### Erfolge
Women’s National League (1)
- 2010

## Futsalkarriere
Seit 2013 gehört sie zur irischen Futsal-Nationalmannschaft und ist gegenwärtig auch Schirmherrin des Futsal-Projektes des Verbands.

## Persönliches
Roche bekam 2008 ein durch die Football Association of Ireland gefördertes Stipendium am Sallynoggin College. Seit Oktober 2006 ist sie mit dem irischen Fußballspieler und ehemaligen Juniorenauswahlspieler Dean Zambra liiert.